# Mescalero (album)
Mescalero je čtrnácté studiové album americké blues-rockové skupiny ZZ Top, vydané 15. dubna 2003 u RCA Records.

## Seznam skladeb
Všechny skladby napsal Billy Gibbons, pokud není uvedeno jinak.
1. "Mescalero" – 3:50
2. "Two Ways To Play" – 4:15
3. "Alley-Gator" – 3:29
4. "Buck Nekkid" – 3:02
5. "Goin' So Good" – 5:35
6. "Me So Stupid" (Gibbons, Joe Hardy, Gary Moon) – 3:33
7. "Piece" – 4:19
8. "Punk Ass Boyfriend" – 3:05
9. "Stackin' Paper" (Gibbons, Hardy) – 2:58
10. "What Would You Do" – 3:03
11. "What It Is Kid" (Gibbons, Dusty Hill, Frank Beard) – 4:13
12. "Que Lastima" – 4:24
13. "Tramp" (Lowell Fulson, Jimmy McCracklin) – 5:13
14. "Crunchy" – 3:13
15. "Dusted" – 3:55
16. "Liquor" – 3:23
17. "Sanctify" (Bonus na japonské verzi (Gibbons, Beard, Hill) - 4:20
18. "As Time Goes By" (Hidden Track) (Herman Hupfeld) - 4:27

## Sestava
- Billy Gibbons – kytara, zpěv, harmonika
- Dusty Hill – baskytara, klávesy, zpěv
- Frank Beard – bicí, perkuse